# Список пісень Володимира Висоцького
До переліку включено пісні, написані Володимиром Висоцьким на власні вірші, в том числі виконувані за його життя іншими артистами.
До переліку не включено:
- вірші, які не є піснями;
- пісні, написані іншими авторами на вірші Висоцького;
- пісні на вірші інших авторів, виконувані Висоцьким.

## Перелік пісень (усі назви мовою оригіналу)
| Рік             | Перший рядок                                                                            | Варіанти назви | Примітки |
| --------------- | --------------------------------------------------------------------------------------- | --- | --- |
| 1960            | Суров же ты, климат охотский…                                                           | Сорок девять дней | Про екіпаж баржі Т-36. |
| 1961            | Пока вы здесь в ванночке с кафелем…                                                     | | Про Леоніда Рогозова. |
| 1961            | Не делили мы тебя и не ласкали…                                                         | Татуировка | |
| 1961            | Красное, зелёное…                                                                       | | |
| 1961            | Дорога, дорога — счёта нет столбам… Дорога, дорога — счёта нет шагам…                   | | Використано у фільмі «Саша-Сашенька»; музика М. Тарівердієва. |
| 1961            | Я вырос в ленинградскую блокаду…                                                        | Ленинградская блокада | |
| 1961            | Я в деле, и со мною нож…                                                                | | |
| 1961            | Ты уехала на короткий срок…                                                             | Бодайбо | про місто Бодайбо. |
| 1961            | Город уши заткнул…                                                                      | | |
| 1961            | Что же ты, зараза…                                                                      | | |
| 1961            | У тебя глаза как нож…                                                                   | | |
| 1962            | В тот вечер я не пил, не пел…                                                           | Тот, кто раньше с нею был                                                                                                   | |
| 1962            | На степи молдаванские…                                                                  | | Точне авторство не встановлено. |
| 1962            | Как в старинной русской сказке…                                                         | | |
| 1962            | У меня гитара есть — расступитесь стены!                                                | Серебряные струны Гитара | |
| 1962            | Правда ведь, обидно…                                                                    | | |
| 1962            | Сгорели мы по недоразумению…                                                            | Зека Васильев и Петров зека                                                                                                 | |
| 1962            | Весна ещё в начале, ещё не загуляли…                                                    | Из весны Не уводите меня из весны                                                                                           | |
| 1962            | Я был душой дурного общества                                                            | | |
| 1962            | Где твои семнадцать лет?                                                                | Большой Каретный | Присвячено Левону Кочаряну. |
| 1962            | Лежит камень в степи                                                                    | Камень в степи | Присвячено Артуру Макарову. |
| 1963            | За меня невеста отрыдает честно                                                         | | |
| 1963            | За тобой ещё нет пройденных дорог…                                                      | Колыбельная | Не ввійшла до фільму «Саша-Сашенька». |
| 1963            | Кучера из МУРа укатали Сивку…                                                           | Сивка-Бурка | |
| 1963            | Позабыв про дела и тревоги…                                                             | Позабыв про дела | |
| 1963            | Эй, шофёр, вези…                                                                        | Бутырский хутор | Про Бутирку |
| 1963            | Мы вместе грабили одну и ту же хату…                                                    | За хлеб и воду | |
| 1963            | Я женщин не бил до семнадцати лет…                                                      | | |
| 1963            | Говорят, арестован добрый парень за три слова…                                          | Мишка Ларин Простите Мишку!                                                                                                 | |
| 1963            | Сегодня в нашей комплексной бригаде…                                                    | Бал-маскарад Песня про бал-маскарад Как у нас веселятся товарищи                                                            | |
| 1963            | У меня было сорок фамилий… Сколько я ни старался…                                       | | |
| 1963            | Я рос как вся дворовая шпана…                                                           | Песня про Серёжку Фомина | |
| 1963            | Всего лишь час дают на артобстрел…                                                      | Штрафные батальоны | Частково використано у фільмі «Я родом з дитинства» |
| 1963            | В Пекине очень мрачная погода…                                                          | Письмо рабочих тамбовского завода китайским руководителям                                                                   | |
| 1963            | Зачем мне считаться шпаной и бандитом…                                                  | Антисемиты Песня об антисемитах                                                                                             | |
| 1963            | Я однажды гулял по столице,…                                                            | Городской романс | |
| 1963            | На братских могилах не ставят крестов…                                                  | Братские могилы | У фільмі «Я родом з дитинства» пісню виконав Марк Бернес |
| 1964            | Тропы ещё в антимир не протоптаны…                                                      | Марш студентов-физиков | |
| 1964            | Потеряю истинную веру…                                                                  | | |
| 1964            | Мне этот бой не забыть нипочём…                                                         | Песня о звёздах Звёзды | Написано для спектаклю «Полеглі та живі»; не ввійшла. Частково використано у фільмі «Я родом з дитинства».                                                       |
| 1964            | Жил я с матерью и батей…                                                                | Песня о госпитале В госпитале                                                                                               | Для фільму «Я родом з дитинства» (не ввійшла). |
| 1964            | Все срока уже закончены Нынче все срока закончены                                       | Все ушли на фронт | |
| 1964            | Я любил и женщин и проказы…                                                             | Любовные дела Про Дон Жуана                                                                                                 | |
| 1964            | Парня спасём, парня в детдом…                                                           | | |
| 1964            | Сегодня я с большой охотою…                                                             | Наводчица | |
| 1964            | Нам говорят без всякой лести…                                                           | | Для фільму «На завтрашній вулиці» (увійшла частково). |
| 1964            | Твердил он нам: Моя она!                                                                | Счётчик щелкает | |
| 1964            | Мой первый срок я выдержать не смог…                                                    | Ребята, напишите мне письмо                                                                                                 | |
| 1964            | Если б водка была на одного…                                                            | На одного | |
| 1964            | Так оно и есть, словно встарь…                                                          | | |
| 1964            | Передо мной любой факир — ну просто карлик…                                             | | |
| 1964            | В этом доме большом раньше пьянка была…                                                 | Второй Большой Каретный | Присвячено Г. Єпіфанцеву. |
| 1964            | Ну о чём с тобою говорить…                                                              | | |
| 1964            | Нам ни к чему сюжеты и интриги…                                                         | Песня про Уголовный кодекс                                                                                                  | |
| 1964            | В наш тесный круг не каждый попадал…                                                    | Песня про стукача Стукач | |
| 1964            | Вот раньше жизнь — и вверх, и вниз…                                                     | Формулировка | |
| 1964            | Я был слесарь шестого разряда…                                                          | Из жизни рабочих | |
| 1964            | О нашей встрече что там говорить…                                                       | О нашей встрече | |
| 1964            | Все позади — и КПЗ, и суд…                                                              | | |
| 1964            | Это был воскресный день…                                                                | Рецидивист | |
| 1964            | Помню, я однажды и в очко, и в стос играл…                                              | В пику, а не в черву | |
| 1964            | Нам вчера прислали из рук вон плохую весть…                                             | | |
| 1965            | Войны и голодухи натерпелися мы всласть…                                                | | Для спектаклю «Десять днів, які вразили світ». |
| 1965            | В куски разлетелася корона…                                                             | | Для спектаклю «Десять днів, які вразили світ». |
| 1965            | Всю Россию до границы…                                                                  | Песня матроса | Для спектаклю «Десять днів, які вразили світ». |
| 1965            | Мне ребята сказали про такую наколку…                                                   | | |
| 1965            | Катерина, Катя, Катерина…                                                               | | |
| 1965            | Побудьте день вы в милицейской шкуре…                                                   | День рождения лейтенанта милиции в ресторане «Берлин».                                                                      | |
| 1965            | На границе с Турцией или с Пакистаном…                                                  | Песня о нейтральной полосе                                                                                                  | |
| 1965            | А ну-ка, пей-ка кому не лень…                                                           | Песня спившегося снайпера Песня про снайпера, который через 15 лет после войны спился и сидит в ресторане                   | |
| 1965            | Дайте собакам мяса…                                                                     | | |
| 1965            | То была не интрижка…                                                                    | Книжка с неприличным названьем                                                                                              | |
| 1965            | Она на двор — он со двора                                                               | Блатная цыганочка | |
| 1965            | Хоть бы облачко, хоть бы тучка…                                                         | Попутчик | |
| 1965            | На возраст молодой мой не смотри… На мой юный возраст не смотри…                        | | |
| 1965            | И фюрер кричал, от завода бледнея…                                                      | | |
| 1965            | Солдат всегда здоров…                                                                   | Солдаты группы «Центр» Песня немецких солдат                                                                                | Для спектаклю «Полеглі та живі». |
| 1965            | Вцепились они в высоту, как в своё…                                                     | Высота | Частково використано у фільмі «Я родом з дитинства». |
| 1965            | Сыт я по горло, до подбородка…                                                          | | Присвячено І. Кохановському. |
| 1965            | Мой друг уедет в Магадан… Мой друг уехал в Магадан…                                     | | Присвячено І. Кохановському. |
| 1965            | Перед выездом в загранку…                                                               | Про личность в штатском | |
| 1965            | Наш Федя с детства связан был с землею…                                                 | Песня студентов-археологов                                                                                                  | |
| 1965            | В холода, в холода…                                                                     | В холода | Із фільму «Я родом з дитинства» |
| 1965            | Мой сосед объездил весь Союз…                                                           | Песня завистника Песня про моего соседа-завистника                                                                          | |
| 1965            | У меня запой от одиночества…                                                            | Песня про чёрта | |
| 1965            | Сказал себе я: брось писать…                                                            | Песня о сумасшедшем доме | |
| 1965            | Есть на земле предостаточно рас…                                                        | О китайской проблеме | |
| 1965?           | Моя метрика где-то в архиве хранится                                                    | | |
| 1966            | Стоял тот дом, всем жителям знакомый                                                    | Песня о старом доме Старый дом Песня-сказка о старом доме на Новом Арбате                                                   | Використано у фільмі «Саша-Сашенька»; музика М. Тарівердієва. |
| 1966            | Десять тысяч — и всего один забег                                                       | Песня о конькобежце на короткие дистанции Песня про конькобежца на короткие дистанции, которого заставили бежать на длинную | |
| 1966            | При всякой погоде                                                                       | | |
| 1966            | Корабли постоят — и ложатся на курс…                                                    | Корабли Прощание | |
| 1966            | Быть может, о нём не узнают в стране…                                                   | | |
| 1966            | Удар, удар, ещё удар…                                                                   | Песня о сентиментальном боксере                                                                                             | |
| 1966            | Один музыкант объяснил мне пространно…                                                  | Гитара | Для спектаклю «Останній парад». |
| 1966            | Здравствуйте, наши добрые зрители…                                                      | | Для фільму «Останній шахрай». |
| 1966            | Здесь сидел ты, Валет…                                                                  | | Для фільму «Останній шахрай» (не ввійшла). |
| 1966            | О вкусах не спорят — есть тысяча мнений…                                                | | Для фільму «Останній шахрай». |
| 1966            | Вот что: жизнь прекрасна, товарищи…                                                     | Финальная песня | Для фільму «Останній шахрай». |
| 1966            | Каждому хочется малость погреться…                                                      | | |
| 1966            | Вы мне не поверите…                                                                     | Песня космических негодяев                                                                                                  | |
| 1966            | В далеком созвездии Тау Кита…                                                           | В далёком созвездии Тау Кита                                                                                                | |
| 1966            | А люди всё роптали и роптали…                                                           | | |
| 1966            | Если друг оказался вдруг…                                                               | Песня о друге | Для фільму «Вертикаль». |
| 1966            | Здесь вам не равнина…                                                                   | Вершина | Для фільму «Вертикаль». |
| 1966            | Мерцал закат, как сталь клинка…                                                         | Военная песня | Для фільму «Вертикаль». |
| 1966            | Я спросил тебя: «Зачем идете в гору вы?»                                                | Скалолазка | Для фільму «Вертикаль» (не ввійшла). |
| 1966            | В суету городов и в потоки машин…                                                       | Прощание с горами Финальная песня                                                                                           | Для фільму «Вертикаль». |
| 1966            | Свои обиды каждый человек                                                               | | Для фільму «Вертикаль». |
| 1966            | Наверно, я погиб: глаза закрою — вижу                                                   | Она была в Париже | Присвячено Л. Лужиній. |
| 1966            | Возле города Пекина                                                                     | Хунвейбіни | |
| 1966            | В королевстве, где все тихо и складно                                                   | Песня-сказка про дикого вепря                                                                                               | |
| 1966            | А у дельфина                                                                            | Парус | |
| 1966            | У домашних и хищных зверей                                                              | | |
| 1966            | Сколько лет, сколько лет                                                                | | |
| 1966            | Гололёд на земле, гололед                                                               | Гололёд | |
| 1966            | Дела! Меня замучили дела                                                                | Дела | Фрагмент першого варіанта ввійшов у фільм «Короткі зустрічі». Присвячено В. Абдулову.                                                                            |
| 1966            | Опасаясь контрразведки                                                                  | Пародия на плохой детектив                                                                                                  | |
| 1966            | В ресторане по стенкам                                                                  | Случай в ресторане | |
| 1966            | Вот главный вход                                                                        | | |
| 1966            | В заповедных и дремучих                                                                 | Песня-сказка про нечисть | Фрагмент увійшов у фільм «Короткі зустрічі». |
| 1966            | Вот ведь какая отменная                                                                 | Песня парня у обелиска космонавтам                                                                                          | Для фільму «Саша-Сашенька» (не ввійшла). |
| 1966            | Здравствуй, Коля, милый мой                                                             | Письмо на выставку Письмо из деревни мужу                                                                                   | |
| 1966            | Не пиши мне про любовь — не поверю я                                                    | Письмо из Москвы в деревню Письмо в деревню                                                                                 | |
| 1967            | Чем славится индийская культура?                                                        | Песенка про йогов | |
| 1967            | Профессионалам — зарплата навалом                                                       | Профессионалы Песня о хоккеистах                                                                                            | |
| 1967            | У вина достоинства, говорят, целебные                                                   | Песня-сказка про джинна | |
| 1967            | Как ныне сбирается вещий Олег                                                           | Песня о Вещем Олеге | |
| 1967            | Долго Троя в положении осадном                                                          | Песня о вещей Кассандре | |
| 1967            | Сидели, пили вразнобой                                                                  | Случай на шахте Стахановец                                                                                                  | |
| 1967            | Ой, где был я вчера                                                                     | Ой, где был я вчера Путешествие в прошлое                                                                                   | |
| 1967            | В Ленинграде-городе                                                                     | Зарисовка о Ленинграде Зарисовка из Ленинграда                                                                              | |
| 1967            | На краю края земли                                                                      | Сказка о несчастных лесных жителях Песня-сказка про несчастных сказочных персонажей                                         | |
| 1967            | Лукоморья больше нет                                                                    | Антисказка | |
| 1967            | Мне каждый вечер зажигают свечи Теперь я не избавлюсь от покоя                          | | |
| 1967            | Уходим под воду                                                                         | Спасите наши души | Не ввійшла у фільм «Особлива думка». |
| 1967            | Как призывный набат                                                                     | Песня о новом времени | Для фільму «Війна під дахами». |
| 1967            | Небо этого дня ясное                                                                    | Аисты | для фільму «Война под крышами» |
| 1967            | У нас вчера с позавчера                                                                 | Четыре масти | частково звучала в першому варіанті фільму «Война под крышами»                                                                                                   |
| 1967            | Если я богат, как царь морской                                                          | Дом хрустальный | використана у фільмі «Хозяин тайги» |
| 1967            | Гром прогремел — золяция идет (строфы 2 и 4)                                            | | для фільму «Интервенция» У фільмі музика С. Слонімського |
| 1967            | До нашей эры соблюдалось чувство меры                                                   | | для фільму «Интервенция» (не увійшла) Музика С. Слонімського |
| 1967            | Как все, мы веселы бываем и угрюмы                                                      | Деревянные костюмы Песня Бродского                                                                                          | для фільму «Интервенция» У фільмі музика С. Слонімського |
| 1967            | Полчаса до атаки                                                                        | Письмо | |
| 1967            | Наши предки, люди темные и грубые                                                       | | |
| 1967            | Приехал в Монако какой-то вояка Какой-то вояка заехал в Монако                          | | |
| 1967            | Он был хирургом, даже нейро                                                             | Песня про врача | |
| 1967            | Мао Цзэдун — большой шалун                                                              | Песенка про жену Мао Цзэдуна                                                                                                | |
| 1967            | Возвращаюсь я с работы                                                                  | Песня про плотника Иосифа, деву Марию, Святого Духа и непорочное зачатие Антиклерикальна                                    | |
| 1967            | От скучных шабашей                                                                      | Выход в город | |
| 1967            | Сижу ли я, пишу ли я                                                                    | Невидимка | |
| 1967            | Ну что, Кузьма? Кузьма! Андрей!                                                         | | для спектаклю «Пугачов» |
| 1967            | В сон мне желтые огни                                                                   | Вариации на цыганские темы Моя цыганская                                                                                    | |
| 1967            | В который раз лечу Москва — Одесса На Север вылетаю из Одессы                           | Москва — Одесса | використана в спектаклі «Последний парад» |
| 1967            | Мяч затаился в стриженой траве                                                          | Песня про правого инсайда                                                                                                   | |
| 1968            | Их восемь, нас двое                                                                     | Песня летчика Песня летчика-истребителя                                                                                     | Використана в спектаклі «Звезды для лейтенанта». Частково виконувалася із «Песней самолета-истребителя», під загальною назвою «Две песни об одном воздушном бое» |
| 1968            | Я — «Як», истребитель                                                                   | Песня самолета-истребителя «Як»-истребитель                                                                                 | Ю. Любимову |
| 1968            | Нат Пинкертон — вот с детства мой кумир                                                 | Песня Геращенко | для спектаклю «Последний парад» |
| 1968            | Вдох глубокий, руки шире                                                                | Утренняя гимнастика | використана в спектаклі «Последний парад» |
| 1968            | Вот некролог — словно отговорка                                                         | Песня Сенежина | для спектаклю «Последний парад» |
| 1968            | Ты думаешь, что мне не по годам                                                         | Про Магадан Я уехал в Магадан                                                                                               | |
| 1968            | На стол колоду, господа                                                                 | Игра в карты в 12-м году | |
| 1968            | Сколько чудес за туманами кроется                                                       | | не увійшла до фільмів «Хозяин тайги» та «Мой папа — капитан» |
| 1968            | В желтой жаркой Африке                                                                  | Песенка ни про что, или Что случилось в Африке Жираф                                                                        | не увійшла до фільму «Мой папа — капитан» |
| 1968            | Четыре года рыскал в море наш корсар                                                    | Еще не вечер | не увійшла до фільму «Мой папа — капитан» присвячена 4-річчю Таганки, Ю. Любимову                                                                                |
| 1968            | Жил-был добрый дурачина                                                                 | | М. С. Хрущову |
| 1968            | Нас тянет на дно, как балласты                                                          | Марш аквалангистов | |
| 1968            | Красивых любят чаще и прилежней И молчаливых любят, только реже                         | | |
| 1968            | Вот и разошлись пути-дороги вдруг                                                       | | В. Абрамову не увійшла до фільму «Карантин» |
| 1968            | Давно смолкли залпы орудий                                                              | | для фільму «Карантин» |
| 1968            | Всего один мотив                                                                        | Песня командировочного | |
| 1968            | На реке ль, на озере                                                                    | Песня Рябого | для фильму «Хозяин тайги» |
| 1968            | Дамы, господа! Других не вижу здесь                                                     | Куплеты Бенгальского | для фільму «Небезпечні гастролі» У фільмі музика О. Білаша |
| 1968            | Камнем грусть висит на мне                                                              | | для фільму «Небезпечні гастролі» У фільмі музика О. Білаша |
| 1968            | В томленье одиноком                                                                     | Баллада о цветах, деревьях и миллионерах                                                                                    | для фільму «Небезпечні гастролі» У фільмі музика О. Білаша |
| 1968            | Было так — я любил и страдал                                                            | Романс Романс при свечах | для фільму «Небезпечні гастролі» У фільмі музика О. Білаша |
| 1968            | Рвусь из сил и из всех сухожилий                                                        | Охота на волков | |
| 1968            | Протопи ты мне баньку                                                                   | Банька по-белому | |
| 1968            | Я раззудил плечо                                                                        | Песенка про метателя молота                                                                                                 | |
| 1968            | У нее все свое — и белье, и жилье                                                       | Несостоявшийся роман | |
| 1968            | То ли — в избу и запеть                                                                 | | Марині Владі |
| 1968            | Возвратился друг у меня                                                                 | | |
| 1968            | Без запретов и следов                                                                   | Песня о двух красивых автомобилях О двух автомобилях                                                                        | |
| 1968            | Я не люблю                                                                              | | использована в спектакле «Свой остров» |
| 1968, 1975      | Граждане! Зачем толкаетесь                                                              | Разговор в трамвае | |
| 1969            | Будут и стихи, и математика                                                             | Оловянные солдатики | |
| 1969            | Эта ночь для меня — вне закона Для меня даже ночь вне закона                            | Ноль семь | |
| 1969            | Не писать мне повестей, романов Не писать стихов мне и романов                          | | |
| 1969            | И душа, и голова, кажись, болит                                                         | | |
| 1969            | Кто верит в Магомета                                                                    | Песня о переселении душ | |
| 1969            | Я самый непьющий из всех мужуков                                                        | Поездка в город | |
| 1969            | Подумаешь — с женой не очень ладно                                                      | | |
| 1969            | Рядовой Борисов                                                                         | | |
| 1969            | Сколько слухов наши уши поражает                                                        | Песенка о слухах | |
| 1969            | Друг в порядке                                                                          | Старательская Письмо друга                                                                                                  | И. Кохановскому |
| 1969            | И вкусы, и запросы мои странны                                                          | Второе «я» Раздвоенная личность                                                                                             | |
| 1969            | А ну, отдай мой каменный топор                                                          | Про любовь в каменном веке                                                                                                  | |
| 1969            | Как-то вечером патриции                                                                 | Семейные дела в Древнем Риме Патриции                                                                                       | |
| 1969            | Сто сарацинов я убил во славу ей                                                        | Про любовь в средние века                                                                                                   | |
| 1969            | Может быть, выпив поллитру                                                              | Про любовь в эпоху Возрождения                                                                                              | |
| 1969            | Кто сказал: «Все сгорело дотла»                                                         | Песня о земле | для фільму «Сыновья уходят в бой» |
| 1969            | Темнота впереди — подожди!                                                              | В темноте | для фільму «Сыновья уходят в бой» (не вошла) |
| 1969            | Почему все не так                                                                       | Он не вернулся из боя | використана у фільмах «Сыновья уходят в бой» и «„Мерседес“ уходит от погони»                                                                                     |
| 1969            | Сегодня не слышно биенья сердец                                                         | Сыновья уходят в бой | для фільму«Сыновья уходят в бой» |
| 1969            | Ты идешь по кромке ледника                                                              | К вершине | пам'яті Михайла Хергіані для фільму «Белый взрыв» (не вошла) |
| 1969            | Ну вот исчезла дрожь в руках                                                            | В среду Надежда Горная лирическая                                                                                           | для фільму «Белый взрыв» (не вошла) використана у фільмі «Ветер „Надежды“»                                                                                       |
| 1969            | Долго же шел ты, в конверте листок                                                      | | для фільму «Внимание, цунами» |
| 1969            | Пословица звучит витиевато                                                              | Цунами | для фільму «Внимание, цунами» (не вошла) |
| 1969            | Был шторм — канаты рвали кожу с рук                                                     | Человек за бортом Моему капитану                                                                                            | Анатолію Гарагулі |
| 1969            | Бросьте скуку, как корку арбузную                                                       | | для фільму «Один из нас» (не увійшла) |
| 1969            | Она была чиста, как снег зимой                                                          | Романс | для фільму «Один из нас» |
| 1969            | Как счастье зыбко!                                                                      | Танго | для фільму «Один из нас» |
| 1969            | Я скоро буду сохнуть от тоски Теперь я буду сохнуть от тоски                            | | |
| 1969            | Я изучил все ноты от и до                                                               | Песня о нотах Ноты | |
| 1969            | На судне бунт                                                                           | Пиратская песня | |
| 1969            | В Москву я вылетаю из Одессы                                                            | До 60-річчя Валентина Плучека                                                                                               | |
| 1969?           | Вина налиты, карты розданы                                                              | | |
| 1969            | В тридевятом государстве                                                                | Странная сказка | |
| 1970            | Я щас взорвусь                                                                          | Песенка плагиатора, или Посещение Музы                                                                                      | |
| 1970            | Нет меня — я покинул Расею                                                              | Не волнуйтесь! Песня о сплетнях                                                                                             | |
| 1970            | Едешь ли в поезде, в автомобиле                                                         | Веселая покойницкая | |
| 1970            | Переворот в мозгах из края в край                                                       | | |
| 1970            | Запомню, запомню, запомню тот вечер Запомню, оставлю в душе этот вечер                  | | |
| 1970            | Я стою, стою спиною к строю                                                             | Разведка боем | |
| 1970            | Я помню райвоенкомат                                                                    | О моем старшине | |
| 1970            | Разбег, толчок                                                                          | Песенка про прыгуна в высоту Прыжки и гримасы                                                                               | |
| 1970            | Я скачу, но я скачу иначе                                                               | Песня иноходца Бег иноходца                                                                                                 | |
| 1970            | Капитана в тот день называли на ты                                                      | Баллада о брошенном корабле                                                                                                 | |
| 1970            | Грязь сегодня еще непролазней                                                           | Охота на кабанов | |
| 1970            | Комментатор из своей кабины                                                             | Разговор с женой | |
| 1970            | Не покупают никакой еды                                                                 | Песня про холеру | |
| 1970            | Была пора — я рвался в первый ряд                                                       | Песня про первые ряды | |
| 1970            | Не космос — метры грунта надо мной                                                      | Черное золото Гимн шахтёров                                                                                                 | не увійшла до фільму «Антрацит» |
| 1970            | Смеюсь навзрыд, как у кривых зеркал                                                     | Песня о масках Маски | |
| 1970            | Словно в сказке, на экране                                                              | Песенка киноактера | для Театру кіноактора |
| 1970            | Здесь лапы у елей дрожат на весу                                                        | Лирическая Лирическая песня                                                                                                 | Марині Владі в спектаклі «Свій острів» |
| 1970            | Отплываем в теплый край навсегда Покидаем теплый край навсегда                          | Свой остров | |
| 1971            | Кто кончил жизнь трагически                                                             | О фатальных датах и цифрах Песня о поэтах Поэтам и кликушам                                                                 | |
| 1971            | Копи! Ладно, мысли свои вздорные копи                                                   | Банька по-черному | |
| 1971            | Отпустите мне грехи мои тяжкие                                                          | | |
| 1971            | Не заманишь меня на эстрадный концерт                                                   | | |
| 1971            | Да, сегодня я в ударе, не иначе                                                         | Вратарь На уход Яшина | Леву Яшину |
| 1971            | Я бегу, бегу, бегу, топчу скользя                                                       | Марафон, или Бег на длинную дистанцию                                                                                       | |
| 1971            | Что случилось? Почему кричат?                                                           | Песенка про прыгуна в длину                                                                                                 | |
| 1971            | Я теперь в дураках                                                                      | Мои капитаны | |
| 1971            | Я несла свою беду                                                                       | Беда | |
| 1971            | Целуя знамя в пропыленный шелк                                                          | Люди середины | |
| 1971            | Сон мне снится — вот те на                                                              | Мои похорона, или Страшный сон очень смелого человека                                                                       | |
| 1971            | Зарыты в нашу память на века…                                                           | | для фільму «Неизвестный, которого знали все» (не увійшла) |
| 1971            | Лошадей двадцать тысяч                                                                  | На отход и приход Морякам дальнего плавания                                                                                 | А. Назаренку, капітану теплохода «Шота Руставелі» |
| 1971            | Как в селе Большие Вилы                                                                 | Про двух громилов — братьев Прова и Николая                                                                                 | |
| 1971            | Как спорт — поднятье тяжестей не ново                                                   | Песня о штангисте | Василю Івановичу Алексєєву |
| 1971            | Я все вопросы освещу сполна                                                             | | |
| 1971            | Я весь в свету, доступен всем глазам                                                    | Песня певца у микрофона | |
| 1971            | Я оглох от ударов ладоней                                                               | Песня микрофона | |
| 1971            | Нет друга, но смогу ли                                                                  | | з радіоспектаклю «Зелений фургон» |
| 1971            | Считай по-нашему, мы выпили не много                                                    | Милицейский протокол Монолог в милиции                                                                                      | |
| 1971            | Истома ящерицей ползает в костях                                                        | Песня конченого человека | |
| 1971            | Так дымно                                                                               | Надо уйти | |
| 1971            | Мне в ресторане вечером вчера                                                           | Случай | |
| 1971            | Змеи, змеи кругом, будь им пусто…                                                       | Песенка о мангустах Змеи | |
| 1971            | Благодать или благословение                                                             | Баллада о бане | |
| 1971            | Прошла пора вступлений и прелюдей                                                       | | |
| 1971            | Чтоб не было следов, повсюду подмели                                                    | Горизонт | |
| 1971            | Произошел необъяснимый катаклизм                                                        | Песня автозавистника Песня про Жигули Борец за идею                                                                         | |
| 1971            | Отбросив прочь свой деревянный посох                                                    | Песня автомобилиста | |
| 1971            | К 50-летию Театра им. Е. Вахтангова                                                     | Шагают актёры в ряд | |
| 1967? (до 1971) | Как всё, как это было                                                                   | | Тане Иваненко |
| 1971            | У меня друзья очень странные                                                            | | Валентину и Светлане Савич |
| 1971—1978       | Не хватайтесь за чужие талии Аборигены почему-то сьели Кука Всюду искривленья, аномалии | История одной научной загадки, или Почему аборигены сьели Кука                                                              | використана у фільмі «Ветер „Надежды“» |
| 1972            | Все года, и века, и эпохи подряд                                                        | Белое безмолвие | для фільму «Земля Санникова» (не увійшла) Використана у фільмі «Семьдесят два градуса ниже нуля»                                                                 |
| 1972            | Вдоль обрыва, по-над пропастью                                                          | Кони привередливые | для фільму «Земля Санникова» (не увійшла) |
| 1972            | Жили-были в Индии                                                                       | Песня про белого слона | |
| 1972            | Я кричал: «Вы что там, обалдели?»                                                       | Честь шахматной короны — Подготовка                                                                                         | |
| 1972            | Только прилетели — сразу сели                                                           | Честь шахматной короны — Игра                                                                                               | |
| 1972            | Так случилось — мужчины ушли                                                            | | |
| 1972            | Всем делам моим на суше вопреки Когда я спотыкаюсь на стихах                            | Моим друзьям | |
| 1972            | Нет острых ощущений                                                                     | Баллада о гипсе | |
| 1972            | Проложите, проложите                                                                    | Цыганские мотивы | |
| 1972            | Наши помехи эпохе под стать                                                             | | |
| 1972            | Товарищи ученые                                                                         | Товарищи ученые | |
| 1972            | Есть телевизор                                                                          | Жертва телевидения | |
| 1972            | Оплавляются свечи на старинный паркет                                                   | | для фільму «Дела давно минувших дней» у фільмі музика Ісаака Шварца                                                                                              |
| 1972            | Неужели мы заперты в замкнутый круг?                                                    | | для фільму «Чёрный принц» |
| 1972            | Он не вышел ни званьем, ни ростом                                                       | Натянутый канат Песня канатоходца Канатоходец                                                                               | |
| 1972            | Мосты сгорели, углубились броды                                                         | | |
| 1972            | За нашей спиною остались паденья, закаты                                                | Черные бушлаты | Євпаторійському десанту |
| 1972            | От границы мы Землю вертели назад                                                       | Мы вращаем Землю | |
| 1972            | Я вышел ростом и лицом                                                                  | Дорожная история Кругом пятьсот Шоферская песня МАЗы Дальний рейс                                                           | |
| 1972            | Один чудак из партии геологов                                                           | Тюменская нефть | |
| 1972            | Сам виноват, и слезы лью, и охаю                                                        | Чужая колея Колея | |
| 1972            | Мишка Шифман башковит                                                                   | Не состоялось | |
| 1972            | Песня таксиста                                                                          | Рты подъездов, уши арок | для спектаклю Ленінградського театру мініатюр «Люди и манекены»                                                                                                  |
| 1972            | Мы просто куклы, но смотрите, нас одели                                                 | | для спектакля «Люди и манекены» |
| 1972            | Рыскают по лесу стаи зверей Бегают по лесу стаи зверей                                  | Заповедник | для нереалізованого спектаклю Ленінградського театру мініатюр |
| 1972            | Я вам мозги не пудрю                                                                    | Тот, который не стрелял | |
| 1972            | Хорошо, что за ревом не слышалось                                                       | Затяжной прыжок Воздушные потоки                                                                                            | |
| 1973            | Я при жизни был рослым                                                                  | Памятник | |
| 1973            | Как по Волге-матушке                                                                    | Песня о Волге | для спектаклю «Авантюристы» |
| 1973            | Мест не хватит, уж больно вы ловки                                                      | Посадка | для спектаклю «Авантюристы» |
| 1973            | Я на виду — и действием и взглядом                                                      | Куплеты Гусева | для спектаклю «Авантюристы» |
| 1973            | Спи, дитя! Май беби, бай                                                                | Колыбельная Хопкинсона | для спектаклю «Авантюристы» |
| 1973            | Дорога сломала степь напополам                                                          | Дуэт разлученных | для спектаклю «Авантюристы» |
| 1973            | Все, что тривиально                                                                     | Че-чет-ка | для спектаклю «Авантюристы» |
| 1973            | Реет над темно-синей волной                                                             | Романс мисс Ребус | для спектаклю «Авантюристы» |
| 1973            | Богиня! Афродита!                                                                       | Дуэт Шуры и Ливеровского | для спектаклю «Авантюристы» |
| 1973            | Ой, Вань, смотри, какие клоуны                                                          | Диалог у телевизора Диалог в цирке                                                                                          | |
| 1973            | Я из дела ушел                                                                          | | |
| 1973            | Как во городе во главном                                                                | Сказочная история | |
| 1973            | В дорогу — живо! Или — в гроб ложись                                                    | Приговоренные к жизни Окованные шофёры                                                                                      | використана у фільмі «Единственная дорога» як пісня Солодова |
| 1973            | В заповеднике, вот в каком забыл                                                        | Песня про козла отпущения                                                                                                   | |
| 1973            | Штормит весь вечер                                                                      | | |
| 1973            | Там у соседа пир горой                                                                  | Смотрины | В. Золотухіну та Б. Можаеву |
| 1973            | Этот рассказ мы с загадки начнем Много неясного в странной стране                       | Песня Кэрролла | із дискоспектаклю «Алиса в Стране чудес» |
| 1973            | Я страшно скучаю                                                                        | Песня Алисы | із дискоспектаклю «Алиса в Стране чудес» |
| 1973            | Эй, кто там крикнул                                                                     | Песня Белого Кролика | із дискоспектаклю «Алиса в Стране чудес» |
| 1973            | Догонит ли в воздухе, или шалишь                                                        | Падение Алисы | із дискоспектаклю «Алиса в Стране чудес» |
| 1973            | Когда провалишься сквозь землю                                                          | Марш антиподов | із дискоспектаклю «Алиса в Стране чудес» |
| 1973            | Толстушка Мэри Энн была                                                                 | Про Мэри Энн | із дискоспектаклю «Алиса в Стране чудес» |
| 1973            | Все должны до одного До мильона далеко                                                  | Песня Алисы про цифры Путаница Алисы                                                                                        | із дискоспектаклю «Алиса в Стране чудес» |
| 1973            | Слезливое море вокруг разлилось                                                         | В море слез | із дискоспектаклю «Алиса в Стране чудес» |
| 1973            | Спасите, спасите! О ужас, о ужас                                                        | Песня Мыши | із дискоспектаклю «Алиса в Стране чудес» |
| 1973            | Эй вы, синегубые                                                                        | Странные скачки | із дискоспектаклю «Алиса в Стране чудес» |
| 1973            | Послушайте все — О-го-го! Э-ге-гей!                                                     | Песня Попугая-пирата Песня Попугая-моряка                                                                                   | із дискоспектаклю «Алиса в Стране чудес» |
| 1973            | Я Робин Гусь                                                                            | Песенка-представление Робин Гуся                                                                                            | із дискоспектаклю «Алиса в Стране чудес» (не вошла) |
| 1973            | Таких имен в помине нет                                                                 | Песенка-представление орленка Эда Орлёнок Эд                                                                                | із дискоспектаклю «Алиса в Стране чудес» |
| 1973            | Баю-баю-баюшки-баю                                                                      | Песенка про ребенка-поросенка                                                                                               | із дискоспектаклю «Алиса в Стране чудес» |
| 1973            | Не зря лягушата сидят                                                                   | Песня Лягушонка | із дискоспектаклю «Алиса в Стране чудес» |
| 1973            | У Джимми и Билли всего в изобильи                                                       | Песенка лягушонка Джимми и ящерки Билли                                                                                     | із дискоспектаклю «Алиса в Стране чудес» |
| 1973            | Чтобы не попасть в капкан                                                               | Песня о планах | із дискоспектаклю «Алиса в Стране чудес» |
| 1973            | Прошу запомнить многих, кто теперь со мной знаком                                       | Чеширский Кот | із дискоспектаклю «Алиса в Стране чудес» |
| 1973            | Ах, на кого я только шляп не надевал                                                    | Шляпник | із дискоспектаклю «Алиса в Стране чудес» |
| 1973            | Миледи, зря вы обижаетесь на Зайца                                                      | Мартовский Заяц | із дискоспектаклю «Алиса в Стране чудес» |
| 1973            | Ах, проявите интерес к моей персоне                                                     | Ореховая Соня | із дискоспектаклю «Алиса в Стране чудес» |
| 1973            | Приподнимаем занавес за краешек                                                         | Песня об обиженном времени                                                                                                  | із дискоспектаклю «Алиса в Стране чудес» |
| 1973            | Мы браво и плотно сомкнули ряды                                                         | Про королевское шествие | із дискоспектаклю «Алиса в Стране чудес» |
| 1973            | Король, что тыщу лет над нами правил                                                    | Королевский крохей Песня про крохей                                                                                         | із дискоспектаклю «Алиса в Стране чудес» |
| 1973            | Полководец с шеею короткой                                                              | Баллада о короткой шее | |
| 1974            | Неправда, над нами не бездна, не мрак                                                   | Зодиак О знаках зодиака | для рекламного ролика «Знаки Зодіаку» |
| 1973            | Погода славная, а это главное                                                           | Баллада о маленьком человеке                                                                                                | для фільму «Бегство мистера Мак-Кинли» (не увійшла) |
| 1973            | Кто-то высмотрел плод                                                                   | Прерванный полет Недолюбил Баллада о том, кто не дожил                                                                      | для фільму «Бегство мистера Мак-Кинли» (не увійшла) |
| 1973            | Семь дней усталый старый Бог                                                            | Баллада о манекенах | для фільму «Бегство мистера Мак-Кинли» У фільмі музика А. Кальварського                                                                                          |
| 1973            | Жил-был учитель скромный Кокильон                                                       | Баллада о Кокильоне | для фільму «Бегство мистера Мак-Кинли» (не увійшла) |
| 1973            | Когда лакают святые свой нектар и шери-бренди                                           | Марш футбольной команды «Медведи»                                                                                           | для фільму «Бегство мистера Мак-Кинли» (не увійшла) |
| 1973            | По миру люди маленькие носятся                                                          | Баллада об оружии | для фільму «Бегство мистера Мак-Кинли» (не увійшла) |
| 1973            | Вот твой билет, вот твой вагон                                                          | Баллада об уходе в рай | для фільму «Бегство мистера Мак-Кинли» музыка Исаака Шварца |
| 1973            | Вот это да! Вот это да!                                                                 | Песня Билла Сиггера | для фільму «Бегство мистера Мак-Кинли» (не увійшла) |
| 1973            | Мы рвем — и не найти концов                                                             | Мистерия хиппи | для фільму «Бегство мистера Мак-Кинли» (не увійшла) |
| 1973            | Мы все живем как будто, но                                                              | Случаи Песня про случаи | |
| 1973            | Всему на свете выходят сроки                                                            | | не увійшла до фільму «Морские ворота» |
| 1973            | Был развеселый розовый восход                                                           | Пиратская | не увійшла до фільму «Морские ворота» використана у фільмі «Ветер „Надежды“»                                                                                     |
| 1973            | В день, когда мы, поддержкой земли заручась                                             | | не увійшла до фільму «Морские ворота» |
| 1974            | Эй, народ честной, незадачливый                                                         | Скоморохи на ярмарке Ярмарка                                                                                                | для фільму «Иван да Марья» (не увійшла) використана у фільмі «Туфли с золотыми пряжками»                                                                         |
| 1974            | На голом на плацу, на вахтпараде                                                        | Солдатская песня (грустная)                                                                                                 | для фільму «Иван да Марья» |
| 1974            | Ну чем же мы, солдаты, виноваты                                                         | Солдатская песня (походная)                                                                                                 | для фільму «Иван да Марья» |
| 1974            | Как да во лесу дремучем                                                                 | Песня Соловья-Разбойника и его дружков Выезд Соловья-разбойника                                                             | для фільму «Иван да Марья» використана у фільмі «Туфли с золотыми пряжками»                                                                                      |
| 1974            | Выходи, я тебе посвищу серенаду                                                         | Серенада Соловья-разбойника                                                                                                 | для фільму «Иван да Марья» |
| 1974            | Отчего не бросилась, Марьюшка, в реку ты                                                | Песня Марьи Марьюшка | для фільму «Иван да Марья» (не увійшла) |
| 1974            | Вот пришла лиха беда Не сдержать меня уговорами                                         | Иван да Марья | для фільму «Иван да Марья» (не увійшла) |
| 1974            | Во груди душа словно ерзает                                                             | Солдат и привидение | для фільму «Иван да Марья» (не увійшла) |
| 1974            | Я — Баба-Яга, вот и вся недолга                                                         | Куплеты нечистой силы | для фільму «Иван да Марья» (не увійшла) |
| 1974            | Когда пуста казна                                                                       | Куплеты кассира и казначея                                                                                                  | для фільму «Иван да Марья» (не увійшла) |
| 1974            | Подходи, народ, смелее                                                                  | Частушки Марьи | для фільму «Иван да Марья» |
| 1974            | Раззуди-ка ты плечи, звонарь Ты, звонарь-пономарь, не кемарь                            | Свадебная Скоморохи на свадьбе                                                                                              | для фільму «Иван да Марья» (не вошла) використана у фільмі «Туфли с золотыми пряжками»                                                                           |
| 1974            | Я полмира почти через злые бои                                                          | Песня Вани у Марии | для фільму «Одиножды один» |
| 1974            | Ах! В поднебесье летал                                                                  | Песня о черном и белом лебедях                                                                                              | для фільму «Одиножды один» |
| 1974            | Ах не стойте в гордыне                                                                  | Величальная — отцу | для фільму «Одиножды один» |
| 1974            | Не сгрызть меня                                                                         | Частушки к свадьбе | для фільму «Одиножды один» (не увійшла) |
| 1974            | Кто старше нас на четверть века, тот                                                    | Студенческая песня | для фільму «Одиножды один» |
| 1974            | Гули-гули-гуленьки                                                                      | Субботник | для фільму «Одиножды один» |
| 1974            | Зря ты, Ванечка, бредешь                                                                | Грустная песня о Ванечке | для фільму «Одиножды один» (не увійшла) |
| 1974            | Эх, недаром говорится                                                                   | Песня Вани перед студентами                                                                                                 | для фільму «Одиножды один» (не увійшла) |
| 1974            | На дистанции — четверка первачей                                                        | Кто за чем бежит | |
| 1974            | Себя от надоевшей славы спрятав…                                                        | Песня про Джеймса Бонда, агента 007                                                                                         | |
| 1974            | Если где-то в чужой неспокойной ночи                                                    | | для фільму «Единственная дорога» (не увійшла) |
| 1974            | В тиши перевала, где скалы ветрам не помеха                                             | Расстрел горного эха Горное эхо                                                                                             | для фільму «Единственная дорога» (не увійшла) |
| 1974            | Во хмелю слегка лесом правил я                                                          | Очи черные — Погоня | використана в фільмі «Единственная» |
| 1974            | Что за дом притих, погружён во мрак                                                     | Очи черные — Старый дом Дом Чужой дом                                                                                       | |
| 1974            | Жили-были на море                                                                       | | для фільму «Контрабанда» |
| 1974            | Сначала было слово печали и тоски                                                       | Финальная песня | для фільму «Контрабанда» |
| 1974            | Я вчера закончил ковку Только я закончил ковку                                          | Инструкция перед поездкой за рубеж                                                                                          | |
| 1974            | Над Шереметьево в ноябре третьего                                                       | Случай на таможне На таможне                                                                                                | В. Румянцеву |
| 1974            | Еще ни холодов, ни льдин                                                                | Пам'яті Василя Шукшина | |
| 1974            | Легавым быть — готов был умереть я                                                      | Театрально-тюремный этюд | до 10-річчя Театру на Таганці, 23.04.1974 |
| 1975            | Замок временем срыт                                                                     | Баллада о времени | Написана для фільму «Стрелы Робин Гуда» Использована в фильме «Баллада о доблестном рыцаре Айвенго»                                                              |
| 1975            | Торопись, тощий гриф над страною кружит                                                 | Баллада о ненависти | Написана для фільму «Стрелы Робин Гуда» |
| 1975            | Если рыщут за твоею непокорной головой                                                  | Баллада о вольных стрелках                                                                                                  | Написана для фільму «Стрелы Робин Гуда» Використана у фільмі «Баллада о доблестном рыцаре Айвенго»                                                               |
| 1975            | Когда вода всемирного потопа                                                            | Баллада о любви | Написана для фільму «Стрелы Робин Гуда» Використана у фільмі «Баллада о доблестном рыцаре Айвенго»                                                               |
| 1975            | Трубят рога: скорей, скорей                                                             | Баллада о коротком счастье Баллада о двух погибших лебедях                                                                  | Написана для фільму «Стрелы Робин Гуда» |
| 1975            | Средь оплывших свечей и вечерних молитв                                                 | Баллада о борьбе Баллада о книжных детях                                                                                    | Написана для фільму «Стрелы Робин Гуда» Використана у фільмі «Баллада о доблестном рыцаре Айвенго»                                                               |
| 1975            | Ах, милый Ваня, я гуляю по Парижу                                                       | Письмо к другу из Парижа Зарисовка о Париже, или Письмо к другу                                                             | І. Бортнику |
| 1975            | Всю войну под завязку                                                                   | Песня о погибшем летчике | Скоморохову Миколаю Михайловичу та його загиблому другові |
| 1975            | Я еще не в угаре, не втиснулся в роль                                                   | | |
| 1975            | Мы взлетали как утки с раскисших полей                                                  | | |
| 1975            | Час зачатья я помню неточно                                                             | Баллада о детстве Баллада о старом доме                                                                                     | |
| 1975            | Как засмотрится мне нынче, как задышится                                                | Купола Песня о петровской Руси                                                                                              | не увійшла до фільму «Сказ про то, как царь Пётр арапа женил» присвячена Михайлу Шемякіну                                                                        |
| 1975            | Как во смутной волости                                                                  | Разбойничья | не увійшла до фільму «Сказ про то, как царь Пётр арапа женил» |
| 1975            | Мы верные, испытанные кони                                                              | | звичайно читалися як вірші, є записи у вигляді пісні |
| 1975            | Жил я славно в первой трети                                                             | Две судьбы Кривая да нелегкая                                                                                               | |
| 1976            | Лихие пролетарии Чужие карбонарии                                                       | Гербарий | |
| 1976            | Я был и слаб, и уязвим                                                                  | История болезни — Ошибка вышла                                                                                              | |
| 1976            | На стене висели в рамках бородатые мужчины                                              | История болезни — Никакой ошибки Диагноз                                                                                    | |
| 1976            | Вдруг словно канули во мрак Я был здоров, здоров как бык                                | История болезни | |
| 1976            | Живет живучий парень Барри                                                              | Живучий парень | для фільму «Вооружён и очень опасен» (не увійшла) |
| 1976            | Расскажи, дорогой                                                                       | | для фільму «Вооружён и очень опасен» |
| 1976            | Не грусти!                                                                              | | для фільму «Вооружён и очень опасен» |
| 1976            | Запоминайте: приметы — это суета                                                        | Вооружен и очень опасен | для фільму «Вооружён и очень опасен» |
| 1976            | Живу я в лучшем из миров                                                                | | для фільму «Вооружён и очень опасен» (не увійшла) |
| 1976            | Черны все кошки, если ночь                                                              | | для фільму «Вооружён и очень опасен» (не увійшла) |
| 1976            | Это вовсе не френч-канкан                                                               | | для фільму «Вооружён и очень опасен» (не увійшла) |
| 1976            | Если бы спросили вас о том                                                              | | начерк для фільму «Вооружён и очень опасен» |
| 1976            | Куда ни втисну душу я                                                                   | Песня о Судьбе | |
| 1976            | Этот день будет первым всегда и везде Прозвучал долгожданный серебряный час             | Начальная песня | для фільму «Ветер „Надежды“» |
| 1976            | Вы в огне да и в море вовеки не сыщете брода                                            | | для фільму «Ветер „Надежды“» |
| 1976            | Вот послал господь родителям сыночка Прямо на носу, глядите, то ли бочка                | Мореплаватель-одиночка | для фільму «Ветер „Надежды“» (не вошла) |
| 1976            | Мы говорим не «штормы», а «шторма»                                                      | Шторм | для фільму «Ветер „Надежды“» |
| 1976            | Заказана погода нам Удачею самой                                                        | Гимн морю и горам | для фільму «Ветер „Надежды“» |
| 1977            | Дорогая передача!                                                                       | Письмо в редакцию передачи «Очевидное — невероятное» из сумасшедшего дома с Канатчиковой дачи Бермудский треугольник        | |
| 1977            | Жили-были — спроси у отца Этот шум — не начало конца                                    | Про глупцов | |
| 1977            | Реальней сновидения и бреда                                                             | | |
| 1977            | Нежная Правда в красивых одеждах ходила                                                 | Баллада о Правде и Лжи В подражание Окуджаве                                                                                | в подражание Булату Окуджаве |
| 1977            | Я сам с Ростова, я вообще подкидыш                                                      | Летела жизнь | |
| 1977            | Сбивают из досок столы во дворе Уже не маячат над городом аэростаты                     | Песня о конце войны Вальс о конце войны Марш о конце войны                                                                  | |
| 1977            | Под собою ног не чую                                                                    | Про речку Вачу и попутчицу Валю                                                                                             | Вадиму Туманову |
| 1977            | В младенчестве нас матери пугали                                                        | | Вадиму Туманову |
| 1977            | Был побег на рывок                                                                      | Побег на рывок | Вадиму Туманову |
| 1977            | Я когда-то умру Я умру, говорят, — мы когда-то всегда умираем                           | Райские яблоки | |
| 1977            | Мне судьба — до последней черты, до креста                                              | | |
| 1977            | Пожары над страной                                                                      | Пожары | для фильма Забудьте слово «смерть» (не вошла) |
| 1977            | Ах, как тебе родиться подфартило                                                        | Юрию Петровичу Любимову в его 60 лет                                                                                        | |
| 1977            | Мы из породы битых, но живучих                                                          | Олегу Ефремову к его 50-летию                                                                                               | |
| 1977            | Подшит крахмальный подворотничок                                                        | Попытка самоубийства | |
| 1978            | Много во мне маминого                                                                   | | |
| 1978            | Прохода нет от этих начитанных болванов                                                 | Песня Гогера-Могера | для спектаклю «Турандот, или Конгресс обелителей» |
| 1978            | Открытые двери больниц, жандармерий                                                     | Французские бесы | Михайлу Шемякіну |
| 1978            | Словно бритва, рассвет полоснул по глазам                                               | Конец «Охоты на волков», или Охота с вертолетов Охота с вертолетов, или Где вы, волки                                       | Михайлу Шемякіну |
| 1978            | Какой был бал! Накал движенья, звука, нервов                                            | Белый вальс | |
| 1979            | Я вам, ребята, на мозги не капаю                                                        | Лекция о международном положении                                                                                            | |
| 1979            | Еще бы не бояться мне полетов Я с некоторых пор боюсь полетов                           | Через десять лет Десять лет. Юбилейная песня                                                                                | продовження пісні «Москва — Одесса» |
| 1979            | Ах, время, как махорочка Ах, черная икорочка                                            | Из детства | Аркаше Вайнеру |
| 1979            | Пятнадцать лет не дата — так…                                                           | К 15-летию Театра на Таганке                                                                                                | |
| 1980            | Под деньгами на кону                                                                    | Песня Сашки Червня | для фільму «Зеленый фургон» (не вийшла) |
| 1980            | Проскакали всю страну…                                                                  | Песня инвалида | для фільму «Зелений фургон» (не вийшла) |
| 1980            | Граждане, ах, сколько ж я не пел…                                                       | | |
| 1980            | Жора и Аркадій Вайнер Здравствуйте, Аркадий Вайнер                                      | Письмо торговца ташкентскими фруктами с Центрального рынка                                                                  | |
| 1980            | Из класса в класс мы вверх пойдем как по ступеням…                                      | Гимн бузовиков Гимн школе                                                                                                   | для телефильма Г. Полоки «Наше призвание» |
| 1980            | Шёл я, брёл я, наступал то с пятки, то с носка…                                         | Грусть моя, тоска моя | |